# Пряхін Тихон Сергійович
Ти́хон Сергі́йович Пря́хін (24 червня 1911, село Пахомово Алексінського повіту Тульської губернії, тепер  Заокського району Тульської області, Російська Федерація — 22 березня 1967, місто Красногорськ, тепер Московської області, Російська Федерація) — радянський державний діяч, новатор колгоспного виробництва, голова колгоспу «Ленинский луч» Красногорського району Московської області. Депутат Верховної ради СРСР 7-го скликання. Герой Соціалістичної Праці (30.01.1957).

## Життєпис
Освіта неповна середня. Трудову діяльність розпочав у 1929 році завідувачем облікового столу пайовиків. Потім працював секретарем правління районної спілки споживчої кооперації, завідувачем відділу виконавчого комітету Заокської районної ради Московської області.
З 1935 року був керуючим Красногорського відділення Мосміськбанку та Промбанку СРСР; секретарем виконавчого комітету Красногорської районної ради депутатів трудящих Московської області.
Член ВКП(б) з 1941 року.
З 1944 року працював завідувачем Красногорського районного земельного відділу; першим заступником голови виконавчого комітету Красногорської районної ради депутатів трудящих Московської області. 
У 1952 — 22 березня 1967 року — голова колгоспу «Ленинский луч» Красногорського району Московської області.
Указом Президії Верховної Ради СРСР від 30 січня 1957 року за видатні успіхи, досягнуті у справі виробництва продуктів тваринництва, збільшення здачі державі сільськогосподарської продукції в 1956 році і широке застосування в практиці своєї роботи досягнень науки і передового досвіду Пряхіну Тихону Сергійовичу присвоєно звання Героя Соціалістичної Праці та золотої медалі «Серп і Молот».
З 1961 року колгосп «Ленинский луч» став дослідно-показовим господарством Красногірського району: саме сюди їхали, щоб перейняти передовий досвід з вирощування високих урожаїв кукурудзи, цукрових буряків та кормових бобів.
Помер 22 березня 1967 року в місті Красногорську Московської області. Похований на Пенягінському цвинтарі.

## Нагороди та відзнаки
- Герой Соціалістичної Праці (30.01.1957)
- два ордени Леніна (30.01.1957, 30.04.1966)
- орден Трудового Червоного Прапора (7.04.1949)
- медаль «За трудову доблесть» (20.04.1956)
- медалі